# Presidenza di John Tyler
La presidenza di John Tyler ebbe inizio il 4 aprile 1841, in seguito alla morte del presidente in carica William Henry Harrison, e terminò il 4 marzo 1845. Tyler, vicepresidente per soli 31 giorni, fu il primo a diventare presidente senza essere eletto. La Costituzione degli Stati Uniti era interpretata in modi diversi, riguardo ai poteri del vicepresidente in caso di successione al presidente eletto. Per prevenire l'incertezza costituzionale Tyler prestò giuramento già il 6 aprile, si trasferì alla Casa Bianca e assunse tutti i poteri presidenziali, un precedente che avrebbe regolato le seguenti successioni straordinarie per poi essere alla fine codificato ufficialmente nel XXV emendamento del 1967 durante la presidenza di Lyndon B. Johnson.
All'età di cinquantuno anni Tyler era il presidente più giovane fino a quel momento. Ex Democratico, era stato candidato alla vicepresidenza per il Partito Whig, ma Tyler si distaccò da esso su diverse questioni assai rilevanti; osservatore rigoroso della lettera della Costituzione, ritenne incostituzionali molte proposte dei Whig e pose il veto a molte leggi appoggiate da Henry Clay, la personalità principale del Partito. La maggior parte dei suoi ministri reagì dimettendosi e i Whig, indignati per la situazione venutasi a creare, lo espulsero. 
Il Congresso e il presidente si ritrovarono così in conflitto. Una risoluzione che chiedeva il suo impeachment fu presentata alla Camera dei rappresentanti, anche se fu sconfitta. Fu il primo presidente che vide un suo veto annullato dal Congresso.
Tyler ebbe più successo negli affari internazionali e la sua presidenza ottenne due notevoli vittorie in politica estera: il trattato Webster-Ashburton con l'impero britannico e il trattato di Wanghia con la Cina della dinastia Qing. Estese anche i principi della dottrina Monroe alle Hawaii e iniziò il processo che avrebbe portato alla loro annessione.
Durante i suoi ultimi due anni in carica il presidente insistette per procedere all'annessione della Repubblica del Texas come Stato schiavista, introducendo il problema della schiavitù e dell'annessione nelle successive elezioni presidenziali del 1844, che furono vinte dal Democratico James Knox Polk. Il 1º marzo 1845, tre giorni prima di consegnare la presidenza al presidente eletto, Tyler firmò un disegno di legge per favorire l'annessione texana: il Texas fu quindi ammesso come Stato nel primo anno della presidenza di James Knox Polk.
La presidenza di Tyler è stata giudicata in modo divergente dai principali storici e politologi. Sebbene alcuni abbiano elogiato la sua determinazione politica, la sua presidenza viene generalmente valutata nella classifica storica dei presidenti degli Stati Uniti d'America a livelli bassi. Lo scrittore Edward P. Crapol ha iniziato la sua biografia John Tyler, the Accidental President (2006) notando: "altri biografi e storici hanno sostenuto che John Tyler era un dirigente sfortunato e inetto la cui presidenza aveva seri difetti".

La firma autografa del presidente Tyler.

In The Republican Vision of John Tyler (2003), Dan Monroe ha osservato che la presidenza di Tyler "è generalmente classificata come una delle meno riuscite". In un sondaggio di 91 storici e politologi, condotto da C-SPAN nel 2017, ha classificato Tyler tra i presidenti meno efficaci di tutti i tempi. Dei 43 ex presidenti (incluso il presidente uscente Barack Obama) si è piazzato al 39º posto, sotto la presidenza di William Henry Harrison e sopra la presidenza di Warren G. Harding.

## Successione
Alle elezioni presidenziali del 1840 i candidati Whig sconfissero il presidente in carica Martin Van Buren, Democratico; Tyler prestò giuramento come decimo vicepresidente della nazione il 4 marzo 1841, lo stesso giorno dell'insediamento della presidenza di William Henry Harrison.
Dopo il discorso del nuovo presidente, durato due ore e pronunciato in una giornata fredda, il nuovo vice fece ritorno al Senato per ricevere le nomine dei ministri da parte del presidente e presiedere le conferme il giorno seguente, un impegno che lo occupò per un totale di due ore, in qualità di presidente pro tempore del Senato. Attendendosi poche responsabilità di governo, lasciò Washington, tornandosene tranquillamente nella propria abitazione di Williamsburg (Virginia). Harrison, nel frattempo, faticò a tenere a bada le richieste di Henry Clay e di altri che cercavano incarichi e posti d'influenza nella sua amministrazione; la sua età e la salute malferma erano stati oggetto di attenzione durante la campagna elettorale e tutti i politici avevano in mente la questione della successione presidenziale. Le prime settimane misero a dura prova la salute di Harrison e, dopo essere stato sorpreso da un temporale a fine marzo, si ammalò di polmonite e pleurite.

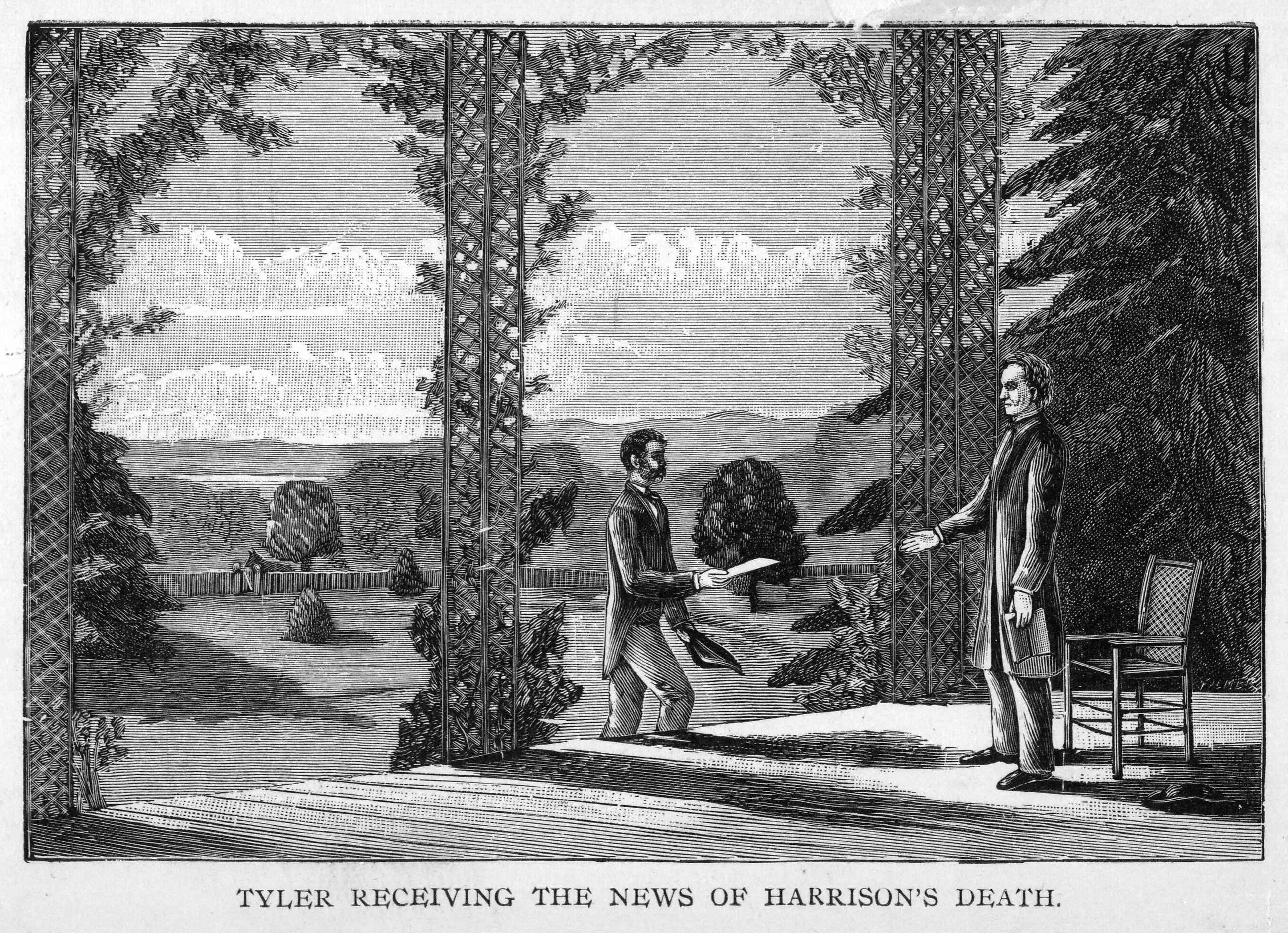
Illustrazione del 1888 che mostra Tyler mentre riceve la notizia della morte del presidente Harrison dall'impiegato capo del dipartimento di Stato Daniel Fletcher Webster.

Il segretario di Stato Daniel Webster inviò le prime notizie sulla malattia del presidente a Tyler il 1º aprile; due giorni dopo, l'avvocato di Richmond (Virginia) James Lyons scrisse che il decorso aveva preso una brutta piega, osservando che "non sarò sorpreso di leggere nella posta di domani che il generale Harrison non è più". Tyler decise comunque di non recarsi nella capitale, non volendo apparire sconveniente nell'anticipare la scomparsa del presidente. Il 5 aprile venne a sapere della morte di Harrison avvenuta il giorno precedente.

La morte di un presidente in carica fu un evento senza precedenti che causò considerevoli incertezze riguardo alla successione. L'Articolo II, Sezione 1, Clausola 6 della Costituzione degli Stati Uniti, che governava la successione al presidente a quei tempi (poi sostituita dal XXV emendamento), affermava che:
Il testo di questa prescrizione costituzionale portò alla domanda se l'effettiva carica di presidente, o semplicemente i suoi poteri e doveri, finissero al vicepresidente Tyler. Il gabinetto si riunì entro un'ora dalla morte di Harrison e, secondo un resoconto successivo, stabilì che Tyler sarebbe stato "vicepresidente con funzioni di presidente". Da parte sua Tyler dichiarò subito con fermezza che la Costituzione gli consentiva di assumere pienamente la carica e pertanto prestò rapidamente giuramento, stabilendo un precedente critico per un trasferimento ordinato di potere in seguito alla morte di un presidente. Il giuramento fu officiato dal giudice della Corte federale di Washington William Cranch nella camera d'albergo di Tyler. Questi inizialmente aveva perfino messo in dubbio la necessità di prestare un ulteriore giuramento, sostenendo che era superfluo, ma lo accettò per eliminare ogni dubbio sulla validità della successione.
Tyler tenne un discorso inaugurale alla seduta del Congresso svoltasi il 9 aprile, in cui riaffermò la sua fede nei principi fondamentali della democrazia jeffersoniana e della limitazione del potere federale; dovette comunque confrontarsi con molti parlamentari che mettevano in dubbio la procedura. Il deputato (ed ex presidente) John Quincy Adams riteneva difatti che Tyler dovesse limitarsi ad essere un semplice custode con il titolo di "presidente facente funzione" o rimanere in carica come vice. Tra coloro che mettevano in dubbio l'autorità di Tyler vi era anche il potente senatore Whig Clay, che aveva programmato di essere "il vero potere dietro un trono barcollante" già mentre Harrison era vivo, intendendo lo stesso anche per quanto riguardava Tyler. Clay considerava Tyler il "vice" e la sua presidenza come una semplice "reggenza". Dopo un acceso dibattito il Congresso confermò l'interpretazione di Tyler; in entrambe le Camere vennero proposti senza successo emendamenti per impedire di utilizzare la parola "presidente" per riferirsi a Tyler, preferendo formule che includessero "vicepresidente". Il senatore del Mississippi Robert John Walker, per contro, affermò che l'idea che Tyler fosse ancora un vicepresidente e che poteva quindi presiedere il Senato era assurda. Tyler rimase fermo nella sua convinzione di essere il legittimo presidente al punto che quando i suoi avversari politici inviavano la corrispondenza alla Casa Bianca indirizzandola al "vicepresidente" o al "presidente facente funzione" Tyler la rispediva al mittente senza nemmeno aprirla.

## Presidenza

### Cronologia
Gli avvenimenti salienti durante la presidenza Tyler furono:
1841
- prosecuzione della seconda guerra seminole (1835-1842);
- pubblicazione del primo racconto poliziesco, I delitti della Rue Morgue, scritto da Edgar Allan Poe, sul periodico Graham's Magazine di Filadelfia;
- fondazione della Fordham University;
- veto presidenziale al ripristino della Seconda banca degli Stati Uniti;
- fondazione del primo nucleo abitato che divenne Dallas da parte dell'imprenditore agricolo John Neely Bryan;
- utilizzo del primo mezzo antincendio, progettato da, Paul Rapsey Hodge, a New York;

1842
- legalizzazione dello sciopero e del sindacato da parte della Corte suprema del Massachusetts nella sentenza Commonwealth contro Hunt;
- esplosione della ribellione di Dorr a Providence, guidata da Thomas Wilson Dorr;
- stipula del trattato Webster-Ashburton, che stabilì il confine con i territori canadesi ad est delle Montagne Rocciose;
- fondazione della Wesleyan University;
- fondazione dell'Università di Notre Dame;
- fondazione della Villanova University;

1843
- prima grande "carovana di carri" composta da 1.000 pionieri sulla pista dell'Oregon;
- fondazione del College of the Holy Cross;
- fondazione della B'nai B'rith, la prima organizzazione non governativa degli ebrei nel mondo;

1844
- invio del primo "telegramma elettrico" da parte di Samuel Morse tra Washington e Baltimora;
- prima candidatura presidenziale da indipendente (Joseph Smith);
- assassinio dei fratelli Smith;
- stipula del trattato di Wanghia con la dinastia Qing;
- promulgazione dell'"Exclusion Law", che proibiva agli afroamericani (compresi gli schiavi) di rimanere o entrare nell'Oregon Country;
- vittoria di James Knox Polk alle elezioni presidenziali del 1844;
- svolgimento della prima partita internazionale di cricket;

1845
- prima pubblicazione della poesia intitolata Il corvo, scritta da E. A. Poe, sul New-York Mirror;
- fondazione della Baylor University;
- approvazione da parte del Congresso dell'annessione texana;
- ammissione della Florida in qualità di 27° stato federato.

### Gabinetto ministeriale
Partiti politici
  Whig
  Democratico
  Indipendente
| Dipartimento | Incarico                       | Ritratto | Ritratto                               | Nome                   | Mandato          | Mandato           |
| Dipartimento | Incarico                       | Ritratto | Ritratto                               | Nome                   | Inizio           | Termine           |
| ------------ | ------------------------------ | -------- | -------------------------------------- | ---------------------- | ---------------- | ----------------- |
|              | Presidente                     |          |                                        | John Tyler             | 4 aprile 1841    | 4 marzo 1845      |
|              | Vicepresidente                 | ***      | ***                                    | Vacante                | 4 aprile 1841    | 4 marzo 1845      |
|              |                                |          |                                        |                        |                  |                   |
|              | Segretario di Stato            |          |                                        | Daniel Webster         | 4 aprile 1841    | 8 maggio 1843     |
|              | Segretario di Stato            |          | Hugh Swinton Legaré (facente funzioni) | 9 maggio 1843          | 20 giugno 1843   |                   |
| ***          | Segretario di Stato            | ***      | William S. Derrick (facente funzioni)  | 21 giugno 1843         | 23 giugno 1843   |                   |
|              | Segretario di Stato            |          | Abel Parker Upshur                     | 24 giugno 1843         | 28 febbraio 1844 |                   |
|              | Segretario di Stato            |          | John Calhoun                           | 1º aprile 1844         | 10 marzo 1845    |                   |
|              | Segretario al tesoro           |          |                                        | Thomas Ewing           | 4 aprile 1841    | 11 settembre 1841 |
|              | Segretario al tesoro           |          | Walter Forward                         | 13 settembre 1841      | 1º marzo 1843    |                   |
|              | Segretario al tesoro           |          | John Canfield Spencer                  | 8 marzo 1843           | 2 maggio 1844    |                   |
|              | Segretario al tesoro           |          | George Mortimer Bibb                   | 4 luglio 1844          | 7 marzo 1845     |                   |
|              | Segretario alla Guerra         |          |                                        | John Bell              | 4 aprile 1841    | 11 settembre 1841 |
|              | Segretario alla Guerra         |          | John Canfield Spencer                  | 12 ottobre 1841        | 4 marzo 1843     |                   |
|              | Segretario alla Guerra         |          | James Madison Porter                   | 8 marzo 1843           | 30 gennaio 1844  |                   |
|              | Segretario alla Guerra         |          | William Wilkins                        | 15 febbraio 1844       | 4 marzo 1845     |                   |
|              | Procuratore generale           |          |                                        | John Jordan Crittenden | 4 aprile 1841    | 12 settembre 1841 |
|              | Procuratore generale           |          | Hugh Swinton Legaré                    | 13 settembre 1841      | 20 giugno 1843   |                   |
|              | Procuratore generale           |          | John Nelson                            | 1º luglio 1843         | 4 marzo 1845     |                   |
|              | Direttore generale delle poste |          |                                        | Francis Granger        | 4 aprile 1841    | 13 settembre 1841 |
|              | Direttore generale delle poste |          | Charles Anderson Wickliffe             | 13 settembre 1841      | 4 marzo 1845     |                   |
|              | Segretario alla Marina         |          |                                        | George Edmund Badger   | 4 aprile 1841    | 11 settembre 1841 |
|              | Segretario alla Marina         |          | Abel Parker Upshur                     | 11 ottobre 1841        | 23 luglio 1843   |                   |
|              | Segretario alla Marina         |          | David Henshaw                          | 24 luglio 1843         | 18 febbraio 1844 |                   |
|              | Segretario alla Marina         |          | Thomas Walker Gilmer                   | 19 febbraio 1844       | 28 febbraio 1844 |                   |
|              | Segretario alla Marina         |          | John Young Mason                       | 26 marzo 1844          | 4 marzo 1845     |                   |

Temendo di allontanare da sé i sostenitori di Harrison, Tyler decise di mantenere in carica tutti i ministri del gabinetto anche se diversi di loro erano apertamente ostili nei suoi confronti. Alla sua prima riunione Tyler fu informato che Harrison lasciava che le principali decisioni politiche venissero prese a maggioranza. Il governo si aspettava che anche Tyler continuasse questa pratica. Il presidente rimase sbalordito e li corresse immediatamente:
Tyler non aveva alleati tra i ministri e inoltre scoprì di averne pochi anche al Congresso. Aderendo al principio di autonomia degli Stati, al rispetto della lettera della Costituzione ed essendosi unito ai Whig solo perché all'opposizione di Andrew Jackson, non sostenne il sistema americano di lavori pubblici eseguiti dal governo federale, delle tariffe doganali protezioniste e del progetto d'istituire una banca nazionale centrale, proposte principali dei maggiori esponenti del Partito Whig. A seguito del veto messo da Tyler su diverse leggi sulle banche appoggiate dai Whig, nel settembre del 1841 tutti i ministri, ad eccezione del segretario di Stato Daniel Webster, si dimisero in segno di protesta; una manovra progettata da Henry Clay. Il presidente nominò nuovi ministri tra i Whig ostili a Clay.
Nel 1843 Tyler riorganizzò ancora una volta la sua amministrazione. Nella speranza di costituire un proprio Partito inglobando Whig del Sud e Democratici del Nord, la presidenza sostituì diversi importanti funzionari con uomini fedeli a Tyler. Abel Parker Upshur prese quindi il posto di Webster e si concentrò sull'annessione della Repubblica del Texas. Un altro lealista fedele al nuovo presidente, David Henshaw, sostituì a sua volta Upshur come segretario alla Marina.
L'ostilità tra Tyler e la maggioranza di Whig al Congresso portò alla mancata ratifica di alcuni suoi candidati. Tyler non ricevette appoggio neppure dai Democratici e alcune delle sue nomine furono respinte indipendentemente dalle qualifiche del candidato. Furono quattro le nomine bocciate: Caleb Cushing (per il segretario al tesoro), David Henshaw (per la Marina), James Madison Porter (per il segretariato alla Guerra) e James Sproat Green (ancora per il Tesoro). Il presidente tenterà ripetutamente di proporre Cushing, che fu respinto per tre volte nella stessa giornata, il 3 marzo 1843, l'ultimo giorno di assise del 27º Congresso. Dopo Tyler, si arrivò fino al 1868 per vedere un altro candidato del presidente essere bocciato dal Senato, al termine della presidenza di Andrew Johnson.

### Nomine giuridiche
Come per le nomine dei ministri, gli oppositori di Tyler bocciarono ripetutamente anche le sue nomine giudiziarie.
Nel corso della presidenza si resero vacanti due posti alla Corte suprema con la morte dei giudici associali Smith Thompson ed Henry Baldwin rispettivamente nel 1843 e nel 1844; il presidente, in contrasto con il Congresso propose i nomi di cinque persone alla conferma del Senato per un totale di nove tentativi.
John Canfield Spencer, Reuben Hyde Walworth, ed Edward King videro le proprie nomine respinte più di una volta, mentre non si arrivò mai alla votazione per quella di John Meredith Read. I Whig pensavano di mantenere i posti vacanti fino alle elezioni presidenziali del 1844, che speravano sarebbero state vinte da Henry Clay.
Il 14 febbraio 1845, quando rimaneva meno di un mese alla scadenza del mandato di Tyler, la sua nomina di Samuel Nelson per sostituire Thompson fu approvata; Nelson era un Democratico, aveva una reputazione di giurista attento e non controverso, tuttavia l'approvazione della sua nomina destò sorpresa. Egli avrebbe prestato servizio fino al 1872. Il seggio di Baldwin rimase invece vacante fino a quando il candidato del presidente James Polk, Robert Cooper Grier, fu confermato il 4 agosto 1846.
| # | Nome          | Seggio | Stato    | Succeduto a    | Nomina          | Conferma         | Inizio servizio attivo | Termine servizio attivo |
| 1 | Samuel Nelson | 1°     | New York | Smith Thompson | 4 febbraio 1845 | 14 febbraio 1845 | 13 febbraio 1845       | 28 novembre 1872        |

Il presidente nominò con successo altri sei giudici per i tribunali distrettuali federali.
| # | Nome                       | Corte                                     | Nomina            | Conferma         | Inizio servizio attivo | Termine servizio attivo |
| - | -------------------------- | ----------------------------------------- | ----------------- | ---------------- | ---------------------- | ----------------------- |
| 1 | Peleg Sprague              | Massachusetts                             | 15 luglio 1841    | 16 luglio 1841   | 16 luglio 1841         | 13 marzo 1865           |
| 2 | Theodore Howard McCaleb    | Louisiana Orientale Louisiana Occidentale | 1º settembre 1841 | 3 settembre 1841 | 3 settembre 1841       | 13 febbraio 1845        |
| 3 | Archibald Randall          | Pennsylvania Orientale                    | 3 marzo 1842      | 8 marzo 1842     | 8 marzo 1842           | 8 giugno 1846           |
| 4 | Samuel Prentiss            | Vermont                                   | 8 aprile 1842     | 8 aprile 1842    | 8 aprile 1842          | 15 gennaio 1857         |
| 5 | Elisha Mills Huntington    | Indiana                                   | 26 aprile 1842    | 2 maggio 1842    | 2 maggio 1842          | 26 ottobre 1862         |
| 6 | James Dandridge Halyburton | Virginia Orientale                        | 15 giugno 1844    | 15 giugno 1844   | 15 giugno 1844         | 24 aprile 1861          |

### Nuovi Stati ammessi nell'Unione
Florida - Dal 3 marzo 1845.

## Politica economica e conflitti di partito
Con l'elezione di Harrison, ci si aspettava una presidenza che aderisse strettamente alle politiche Whig e rimettesse le principali questioni di politica economica al Congresso e ai suoi principali esponenti, in particolare Clay. Anche se Tyler era invece contrario a molte delle politiche Whig, ne accettò alcune, promulgando la legge Preemption Act del 1841, che garantiva il diritto di prelazione ai coloni che volevano acquistare terre demaniali nel West, una nuova legge sui fallimenti e sull'abrogazione del Tesoro Indipendente istituito durante la presidenza di Martin Van Buren.

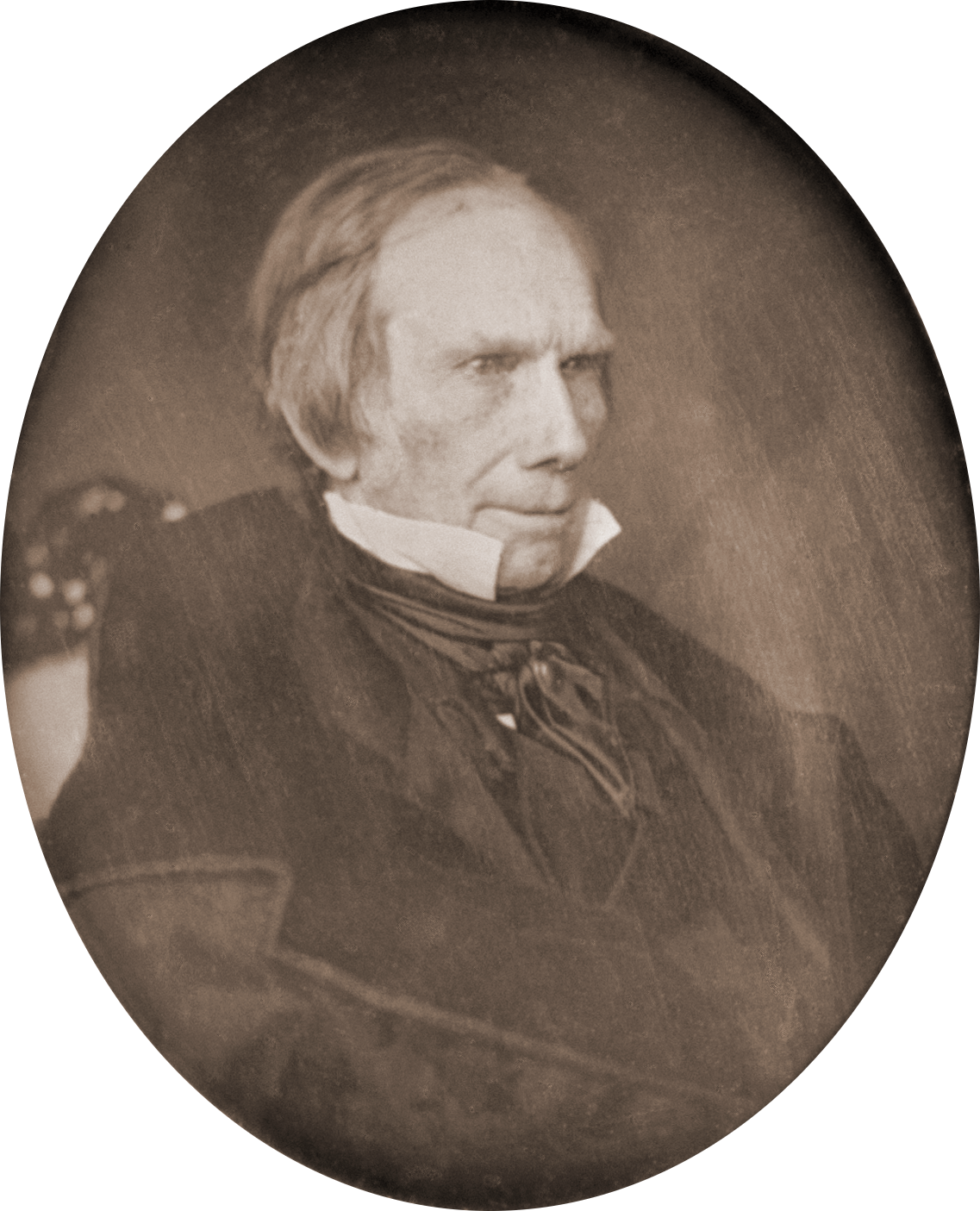
Henry Clay, il grande avversario del presidente Tyler.

Ma quando emerse la grande questione bancaria, il presidente si trovò in disaccordo con i parlamentari Whig; nel maggio 1841 Tyler chiese a Clay di ritardare il dibattito al Congresso sulla rifondazione della Seconda banca degli Stati Uniti, un'istituzione che Tyler non aveva mai sostenuto. Clay, tuttavia, era pronto a mettere in atto il suo sistema americano utilizzando la maggioranza parlamentare Whig.
A giugno il segretario al tesoro Thomas Ewing propose una legge bancaria nazionale che rifletteva la rigida visione costituzionale di Tyler; la banca avrebbe avuto sede nella capitale, con filiali solo in quegli Stati che avessero acconsentito alla sua presenza. Clay respinse la proposta e promosse la propria legge che avrebbe permesso alla banca di operare con o senza il consenso degli Stati; questo disegno di legge fu approvato dal Congresso il 6 agosto, ma dieci giorni dopo il presidente pose il veto su di esso. Tyler non solo pensava che la legge fosse incostituzionale, ma considerava anche che la lotta sulla banca nazionale era una questione personale tra lui e Clay, con in gioco il controllo del paese. Clay intendeva infatti marginalizzare Tyler sperando poi di vincere alle elezioni presidenziali del 1844. In reazione al veto, numerosi giornali Whig cominciarono ad attaccare apertamente Tyler.
Il presidente accettò un tentativo di elaborare una legge bancaria di compromesso in grado di soddisfare le sue obiezioni e il governo preparò un nuovo testo del disegno di legge; il Congresso tuttavia lo approvò solo dopo ulteriori sostanziali modifiche e Tyler il 9 settembre pose di nuovo il veto. Questo fece infuriare i Whig in tutto il paese, e si assisté a numerose manifestazioni contro Tyler e lettere di protesta alla Casa Bianca. I sostenitori della banca, guidati da parlamentari Whig, manifestarono davanti alla Casa Bianca bruciando Tyler in effigie. L'11 settembre i ministri del gabinetto entrarono nell'ufficio di Tyler uno ad uno esprimendo la volontà di dimettersi, un'azione orchestrata da Clay per costringere alle dimissioni il presidente e collocare al suo posto il proprio uomo di fiducia Samuel Lewis Southard; l'unica eccezione fu Webster, che rimase per portare a termine quello che divenne il trattato Webster-Ashburton del 1842 oltre che per dimostrare la sua indipendenza nei confronti di Clay. Quando disse che era disposto a restare, Tyler avrebbe risposto: "datemi la vostra parola stringendomi la mano, e vi dirò che Henry Clay è un uomo condannato"; avendo già da tempo sospettato che i suoi ministri avrebbero dato le dimissioni il presidente mise rapidamente insieme una nuova compagine governativa composta in larga parte da Whig opposti a Clay. Il 13 settembre, appurando che Tyler non avrebbe né ceduto né dato le dimissioni, i parlamentari Whig lo espulsero dal Partito; i Whig presenti nel Congresso erano così arrabbiati che si rifiutarono di stanziare i fondi necessari per i lavori di riparazione della Casa Bianca, che stava cadendo in rovina.
Dopo la sospensione del Congresso, il presidente propose a dicembre un nuovo sistema bancario ed economico chiamato "Exchequer Plan"; il Congresso, guidato da Clay, lo respinse rapidamente. Mesi dopo lo stesso Clay si dimise da parlamentare per concentrarsi sulle prossime elezioni presidenziali. L'idea di una nuova banca nazionale fu accantonata per il resto della presidenza Tyler e il Congresso passò ad altre questioni, compresa quella dei dazi.

### Dibattito su dazi e distribuzione degli introiti agli Stati
Verso la metà del 1841 il governo federale affrontava un deficit di bilancio preventivato in 11 milioni di dollari; il presidente riconobbe la necessità di introdurre delle tariffe doganali più elevate, ma desiderava che l'aliquota rimanesse sotto il 20% previsto dalla legge sui dazi "compromesso" del 1833. Sosteneva anche un piano per distribuire agli Stati eventuali introiti provenienti dalle vendite di terreni pubblici, come misura di emergenza per gestire il loro debito crescente, anche se ciò avrebbe tagliato le entrate federali. 

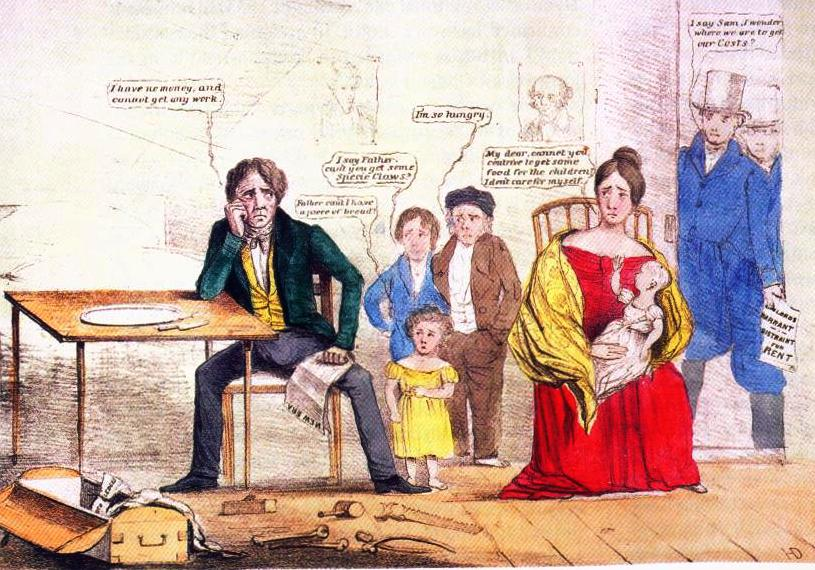
Vignetta satirica Whig che descrive gli effetti della disoccupazione su una famiglia che ha i ritratti di Andrew Jackson e Martin Van Buren appesi al muro.

La radice del problema era la grave crisi economica, iniziata con il panico del 1837, che stava entrando nel suo sesto anno; nel 1836-1839 era scoppiata una bolla speculativa, causando un crollo del settore finanziario e una conseguente recessione. Il paese era diviso sulla migliore risposta da dare alla crisi; le condizioni si aggravarono ancora nei primi mesi del 1842 perché si profilava la riduzione dei dazi, prevista dalla legge del 1833 per venire incontro all'economia del Sud. In una raccomandazione rivolta al Congresso il presidente lamentò il fatto che sarebbe stato necessario scavalcare la legge sui dazi del 1833 e aumentare le aliquote oltre il 20%. Con l'accordo precedente, ciò avrebbe provocato la sospensione del programma di distribuzione e tutte le entrate sarebbero finite al governo federale.
I Whig ribelli tentarono di aumentare i dazi in modo da modificare la redistribuzione agli Stati; nel giugno del 1842 approvarono due disegni di legge in proposito che avrebbero esteso incondizionatamente il meccanismo di redistribuzione. Ritenendo improprio continuare la redistribuzione in un momento in cui gli scarsi introiti federali avevano reso necessario l'aumento dei dazi, il presidente pose il veto ad entrambe le leggi, bruciando in tal modo ogni ponte rimasto tra sé e i Whig. Il Congresso ci riprovò, unendo i due precedenti disegni di legge in un unico testo; Tyler pose nuovamente il veto, tra l'indignazione di molti parlamentari, tuttavia il Congresso non riuscì ad annullare il veto. Poiché le finanze federali richiedevano comunque un intervento, i Whig, guidati dal presidente della commissione fiscale (Ways and Means) della Camera, Millard Fillmore, approvarono in ciascuna Camera una legge che ripristinava i dazi ai livelli del 1832 e poneva nel contempo fine al programma di distribuzione. Il presidente controfirmò la legge sui dazi del 1842 il 30 agosto, lasciando allo stesso tempo in sospeso la promulgazione di un'altra legge che ripristinava la redistribuzione.

### Tentativi di messa in stato d'accusa
Poco dopo i veti sulle leggi sui dazi i Whig della Camera diedero avvio al primo processo di impeachment di un presidente nella storia degli Stati Uniti. Ciò non era solo dovuto al merito del contrasto sulla politica economica; i veti di Tyler difatti si opponevano alla visione che i Whig avevano della presidenza, che avrebbe dovuto lasciare al Congresso l'indirizzo politico. Questa visione era stata più o meno confermata fino alla presidenza di Andrew Jackson, l'arci-nemico dei Whig, poiché i presidenti raramente posero il veto in leggi sull'economia e, in generale, solo sulla base di un sospetto di incostituzionalità.
Nel luglio del 1842 il deputato John Minor Botts propose in aula una risoluzione che elencava numerose accuse contro il presidente e chiedeva ad un comitato composto da nove membri di indagare sul suo comportamento, aspettandosi che questo emettesse una raccomandazione formale di messa in stato d'accusa. Henry Clay trovò però questa misura prematuramente aggressiva, appoggiando invece un avvicinamento più progressivo all'"inevitabile" messa in stato d'accusa di Tyler. La risoluzione fu posta ai voti solo nel gennaio seguente, venendo respinta con un voto di 127 contro 83. Nonostante la bocciatura della mozione di Botts, la Camera costituì un comitato guidato dall'ex presidente John Quincy Adams, e questo condannò l'uso del veto da parte di Tyler e attaccò il suo carattere. La relazione della commissione non raccomandava formalmente l'impeachment, ma ne prefigurava però chiaramente la possibilità. Nell'agosto del 1842, con un voto di 98 contro 90, la Camera approvò la relazione. Adams appoggiò un emendamento costituzionale per modificare il requisito dei due terzi di entrambe le Camere per annullare il veto presidenziale, abbassandolo alla maggioranza semplice, ma nessuna delle due approvò una tale misura.
I Whig non furono in grado di intentare ulteriori procedimenti contro il presidente nel successivo 28º Congresso, poiché nelle elezioni del 1842 mantennero la maggioranza al Senato ma persero quella alla Camera. Verso la fine del mandato di Tyler, il 3 marzo 1845, il Congresso annullò il veto di una legge minore relativa ai guardacoste. Questo fu il primo annullamento di un veto presidenziale nella storia degli Stati Uniti.

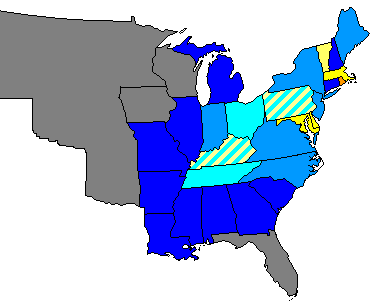

| Percentuale rappresentativa per Stato al 28º Congresso | Percentuale rappresentativa per Stato al 28º Congresso |
| ------------------------------------------------------ | ------------------------------------------------------ |
| Dall'80 al 100% Democratici                            | Dall'80 al 100% Whig                                   |
| Dal 60 all'80% Democratici                             | Dal 60 all'80% Whig                                    |
| Meno del 60% Democratici                               | Meno del 60% Whig                                      |

### Elezioni di medio termine del 1842
I Whigs subirono gravi sconfitte nelle elezioni di medio termine, poiché il paese continuava a soffrire degli effetti del panico del 1837; essi avevano promesso "aiuti e riforme" e gli elettori punirono il Partito per la mancanza di cambiamento. I Democratici ottennero la maggioranza alla Camera dei rappresentanti e Tyler si sentì confortato dalla sconfitta dei parlamentari Whig. Entrambi i partiti, intenzionati a presentare propri candidati alle elezioni presidenziali del 1844, continuarono ad opporsi in larga parte al presidente.

## Politica estera e affari militari

### Trattati commerciali
Alle difficoltà riscontrate in politica interna, il presidente rispose impegnandosi in politica estera. Da tempo sostenitore del libero scambio e dell'espansionismo verso Ovest e fu un appassionato evocatore del "destino nazionale". La sua politica fu sostanzialmente in linea con i tentativi della presidenza di Andrew Jackson di stabilire forti relazioni commerciali nell'area del Pacifico.
Desideroso di competere con l'impero britannico nei mercati internazionali, inviò l'avvocato Caleb Cushing in Cina con il compito di negoziare con la dinastia Qing i termini di quello che divenne il trattato di Wanghia, stipulato nel 1844. In quello stesso anno mandò l'agente diplomatico Henry Wheaton a Berlino per negoziare e firmare un accordo commerciale con la Zollverein, l'unione doganale tedesca. Quest'ultimo trattato fu però respinto dai Whig, principalmente come spettacolare dimostrazione di ostilità nei confronti del presidente.

### Regno delle Hawaii
In un messaggio speciale del 1842 al Congresso il presidente applicò la dottrina Monroe all'arcipelago delle Hawaii (tanto da venire soprannominata "dottrina Tyler"); in esso invitò i britannici a non interferire nell'area. Iniziò quindi un processo di avvicinamento che avrebbe dovuto portare ad un'annessione delle isole a breve termine.

### Costituzione di marina e esercito
Tyler sosteneva il rafforzamento delle truppe tramite un proporzionale aumento dei suoi componenti. Il governo federale impartì la costruzione di nuove navi da guerra e la creazione di una catena di fortini, partendo da Council Bluffs nell'Iowa verso ovest.

### Relazioni con l'impero britannico

La regione sottoposta a disputa tra il Maine e i territori canadesi del Québec e di Nuovo Brunswick.

Con l'aiuto del segretario di Stato Daniel Webster, Tyler tentò di condurre a buon fine un importante trattato con l'impero britannico per porre fine alle tensioni latenti tra i due paesi; i due s'impegnarono in una campagna di convincimento dell'opinione pubblica a favore di un accordo anglo-americano, che stabilisse il confine tra il Maine e i territori canadesi del Québec e del Nuovo Brunswick. Tale questione, non risolta né dal trattato di Parigi (1783) né dal successivo trattato di Gand a conclusione della guerra anglo-americana del 1812-14, aveva messo a dura prova le relazioni tra i due paesi per decenni. Il barone Ashburton giunse nella capitale statunitense ai primi di aprile del 1842 e dopo mesi d'intense trattative si arrivò al trattato Webster–Ashburton, sottoscritto ad agosto. Il trattato fu ratificato dal Senato con un voto di 39 contro 9 e fu ben accolto dalla popolazione statunitense, anche se pochi ne diedero credito a Tyler. Tale accordo migliorò sostanzialmente le relazioni bilaterali, in crisi dopo il caso Caroline (1837) e della "guerra di Aroostook" del biennio 1838-39 tra coloni americani e anglo-canadesi.
Il trattato dimostrò inoltre che Stati Uniti e Regno Unito accettavano il controllo congiunto dell'America settentrionale. Le volontà espansioniste si sarebbero da questo momento in poi concentrate invece in direzione del Sud, mentre dall'altra parte il governo di Sua Maestà guidato da Robert Peel avrebbe potuto rivolgere la sua attenzione alle questioni nazionali ed europee.
Il presidente cercò anche di trovare un accordo con il Regno Unito riguardo alla spinosa questione delle ripartizione dell'Oregon Country, che i due paesi avevano occupato congiuntamente dopo la firma del trattato del 1818, ma Tyler non fu in grado di raggiungere un accordo che potesse soddisfarlo. Dopo il panico del 1837 numerosi coloni statunitensi avevano cominciato ad insediarsi nella regione, e molti vi videro la possibilità di offrire uno sbocco commerciale verso l'Asia.

L'acquisizione del territorio sarebbe divenuta uno dei temi principali nella campagna elettorale per le elezioni presidenziali del 1844, con diversi fautori del "destino manifesto" che iniziarono a reclamare l'annessione dell'intera regione. Statunitensi e britannici raggiunsero un accordo per suddividersi la zona, seguendo le linee sostenute da Tyler, nel 1846 nel corso della successiva presidenza di James Knox Polk.

La zona interessata dalla seconda guerra seminole (1835-1842) nella regione dell'allora territorio della Florida.

### Territorio della Florida
Il presidente pose termine alla lunga e sanguinosa seconda guerra contro i Seminole (1835-1842) scoppiata nel territorio della Florida, manifestando il suo favore per l'assimilazione forzata dei nativi americani. Il 3 marzo 1845 la Florida divenne il 27° Stato federato, quando Tyler promulgò la legge per l'ammissione di nuovi territori.

### Ribellione Dorr nel Rhode Island

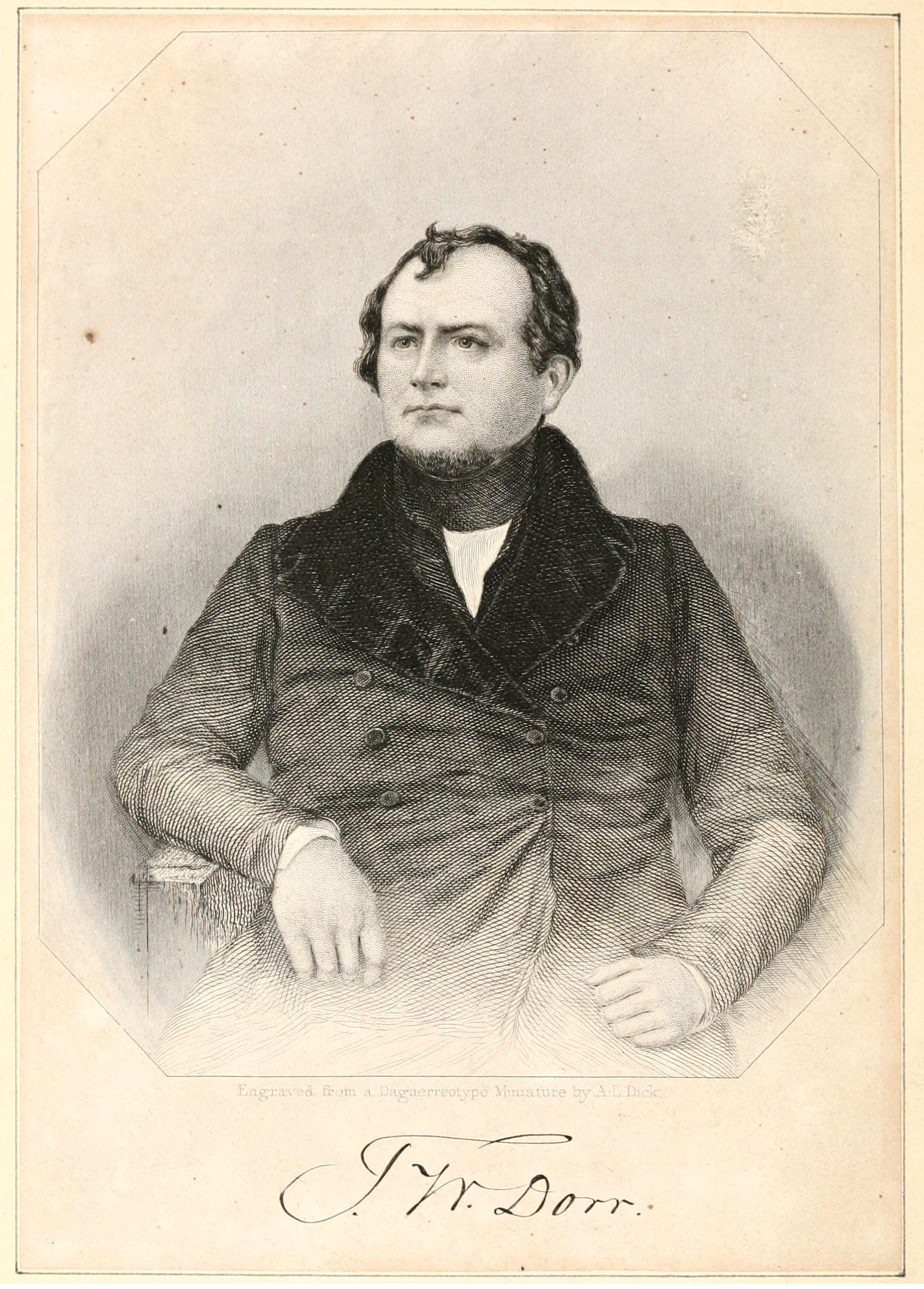
Thomas Wilson Dorr capeggiò un tentativo insurrezionale nel Rhode Island.

Al principio degli anni 1840, il Rhode Island era uno dei pochi Stati che non avevano ancora esteso il diritto di voto a tutti gli adulti maschi bianchi. Alcuni riformatori erano sempre più insoddisfatti e cercarono di convocare una convenzione costituzionale per modificare lo statuto originario del 1663, che continuava ad essere la Costituzione dello Stato. Negli anni 1830, Thomas Wilson Dorr, un deputato al parlamento del Rhode Island, aveva costituito un terzo partito, la cui richiesta principale era il suffragio universale maschile. All'inizio del 1842, dopo l'esito contestato delle elezioni per il governatore, Dorr formò un governo antagonista di quello del governatore Samuel Ward King.
Nel maggio del 1842 il presidente Tyler ricevette una richiesta del governatore del Rhode Island e del parlamento statale d'inviare truppe federali per reprimere i rivoltosi. Tyler invocò la calma da entrambe le parti e raccomandò al governatore di ampliare la base elettorale e consentire alla maggior parte degli uomini adulti di votare. Il presidente promise che nel caso si fosse verificata una reale insurrezione organizzata nel territorio, avrebbe impiegato la forza per portare soccorso al governo eletto. Mise inoltre in chiaro che l'assistenza federale sarebbe stata concessa non per prevenire un'insurrezione, ma solamente per abbatterla nel caso di un suo scoppio, che sarebbe stata dispiegata solo in caso di violenze. Dopo aver ascoltato le notizie riportategli dai suoi agenti segreti, Tyler prese la decisione che tutti gli "assembramenti illegali" sembravano oramai essersi dispersi ed espresse la sua fiducia in un "temperamento di conciliazione, oltre che di energia e capacità decisionali"; non inviò quindi truppe federali. I ribelli furono costretti a fuggire dallo Stato quando la milizia marciò contro di loro; ma l'incidente portò ad un ampliamento del suffragio maschile nel Rhode Island.

## Progetto di annessione del Texas e fallita candidatura del 1844

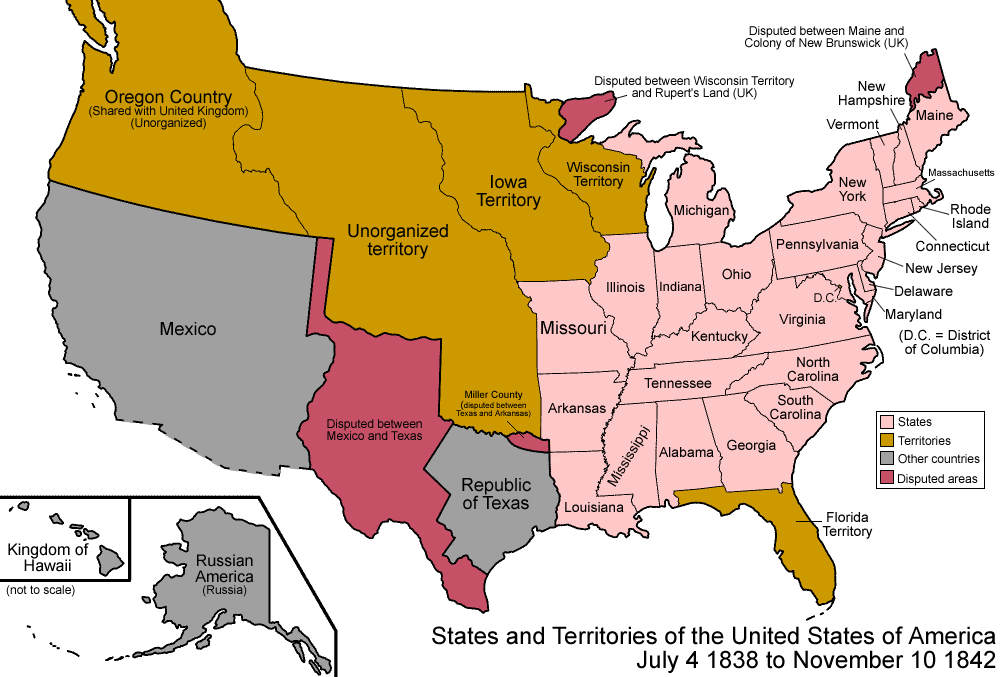
La situazione territoriale nel 1842.

Tyler mise l'annessione della Repubblica del Texas nel proprio programma dopo essere diventato presidente. A seguito della rivoluzione del 1836 l'allora Texas messicano aveva dichiarato l'indipendenza del Texas, sebbene il Messico continuasse a rifiutarsi di riconoscerlo come uno Stato sovrano. La popolazione texana di bianchi americani perseguiva l'adesione all'Unione, ma sia la presidenza di Andrew Jackson che la presidenza di Martin Van Buren si erano dimostrate riluttanti ad accrescere le tensioni sulla schiavitù con l'annessione di un altro Stato schiavista al Sud. Da parte sua Tyler pose l'obiettivo dell'annessione tra i principali punti della sua presidenza. Il segretario di Stato Daniel Webster si mostrò contrario all'ipotesi, riuscendo a convincere Tyler a concentrarsi sull'espansione in direzione del Pacifico.
Sebbene storici e studiosi concordano sul desiderio del presidente di un'espansione a Ovest, le opinioni divergono sulle motivazioni che lo sostenevano. Il biografo Edward C. Crapol nota che nel corso della presidenza di James Monroe Tyler (allora deputato alla Camera dei rappresentanti) aveva suggerito che la schiavitù fosse "una nuvola nera" che incombeva sull'Unione e che "sarebbe bene disperdere questa nuvola" cosicché con una minore concentrazione di afroamericani negli Stati sudisti avrebbe potuto iniziarsi un processo di graduale emancipazione, magari proprio a partire dalla sua Virginia. Lo storico William W. Freehling dal canto suo scrisse che il presidente, nel mostrarsi favorevole all'annessione texana, volesse contrastare i sospetti tentativi dell'impero britannico di provocare un'emancipazione degli schiavi nel territorio texano, il che avrebbe prodotto un indebolimento dell'istituzione anche negli altri Stati del Sud.

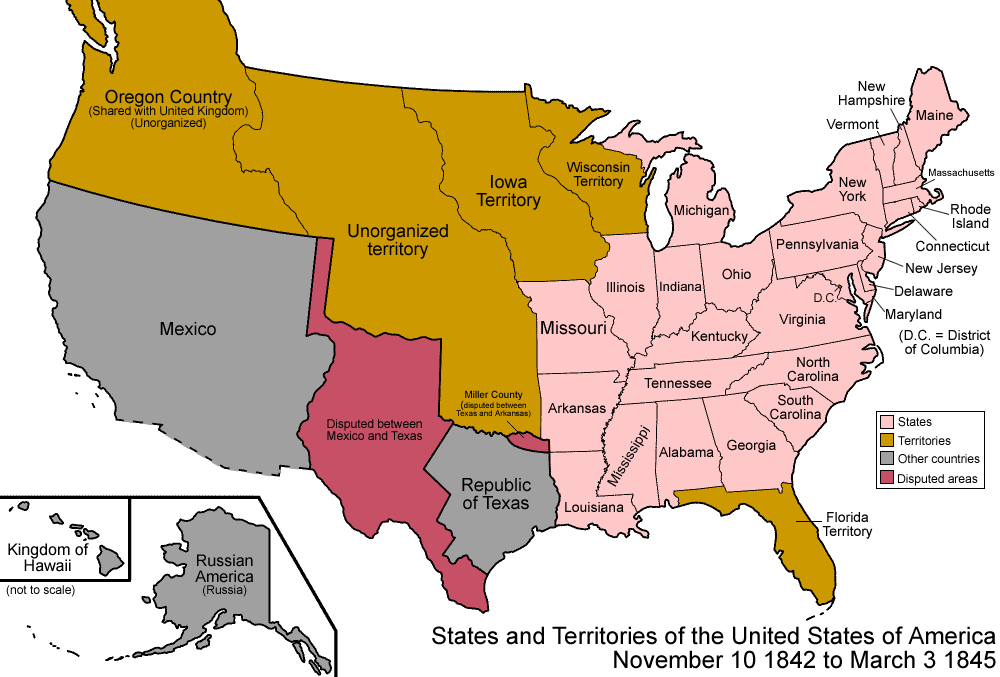
I confini degli Stati Uniti e delle nazioni vicine come apparvero nel 1843. Il trattato Webster-Ashburton aveva formalizzato il confine del Maine nel Nord-Est, mentre la Repubblica del Texas nel Sud-Ovest aveva un confine conteso con il Messico. Tyler condivideva il desiderio di annessione dei texani, ma ci vollero diversi anni di dispute politiche per poter giungere ad un qualche risultato.

### Primi tentativi
(Mario Francini Storia dei presidenti americani Tascabili Newton 1996, pp. 28-29)
Al principio del 1843, dopo la stipula del trattato Webster-Ashburton e di altri impegni diplomatici, il presidente si sentì pronto a dedicarsi interamente alla questione texana. Privo com'era di un sostegno parlamentare forte, intravide l'annessione della nuova repubblica meridionale come l'unico percorso possibile per cercare di ottenere la elezione in qualità d'Indipendente alle oramai prossime elezioni presidenziali del 1844.
Come manovra di perlustrazione invitò il suo alleato Thomas Walker Gilmer, deputato per la Virginia, a pubblicare una lettera che richiedeva l'annessione del Texas; essa fu bene accolta. Nonostante il suo rapporto positivo con Webster, Tyler sapeva che avrebbe avuto bisogno di un segretario di Stato che sostenesse esplicitamente l'iniziativa. Webster, riconoscendo questo mutamento netto nella politica del presidente, e col suo lavoro sul trattato con i britannici oramai completato, fu indotto a dare le dimissioni; Tyler lo sostituì con Hugh Swinton Legaré della Carolina del Sud. Con l'aiuto del nuovo segretario al tesoro John Canfield Spencer il presidente sostituì un certo numero di titolari di cariche governative con fautori dell'annessione e di sua stretta fiducia, con un radicale capovolgimento della sua precedente posizione contraria allo spoils system. Ottenne anche l'aiuto di Michael Walsh per costruire una "macchina politica" apposita nello Stato di New York basata sul clientelismo; in cambio della promessa di elezione a console del Regno delle Hawaii il giornalista Alexander G. Abell scrisse una biografia assai lusinghiera: fu stampata in grandi quantità e consegnata al servizio postale per la distribuzione e consegna porta a porta. Cercando di migliorare la propria immagine pubblica, il presidente intraprese anche un giro per la nazione nella primavera del 1843; l'accoglienza decisamente positiva dell'opinione pubblica durante questi eventi ed incontri contrastava fortemente con le difficoltà che continuava a subire a Washington. Il viaggio s'incentrò sulla dedica di un monumento a Boston alla memoria della battaglia di Bunker Hill del 1775. Poco dopo il suo inizio, il presidente seppe della morte improvvisa di Legaré; questo portò a ridurre i festeggiamenti e ad annullare il resto del giro. Al posto di Legaré fu scelto Abel Parker Upshur, allora segretario alla Marina e stretto consigliere presidenziale; questi aveva da tempo sostenuto la necessità di acquisire il territorio texano e con la sua nomina fece dell'annessione la sua priorità assoluta. Con l'approvazione del presidente avviò negoziati segreti con il governo texano, promettendo protezione militare contro i messicani in cambio di un impegno per l'annessione: la segretezza risultava necessaria in quanto la Costituzione statunitense richiedeva la previa approvazione da parte del Congresso nell'assunzione di tali impegni.

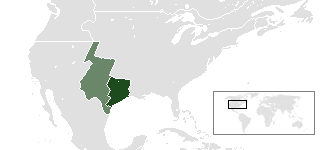
Localizzazione della Repubblica del Texas dal 1836 al 1846.

Upshur fece correre voci, risultate infondate, su probabili tentativi britannici in Texas, con l'intento di accrescere il sostegno all'annessione da parte degli elettori del Nord, assai cauti ad ammettere un nuovo Stato meridionale schiavista.
All'inizio del 1844 il segretario dichiarò al governo texano di aver trovato una larga maggioranza di senatori favorevoli ad un trattato di annessione; la repubblica rimase però scettica tanto che le trattative per concludere l'accordo si trascinarono fino alla fine di febbraio.

### Il disastro della USS Princeton

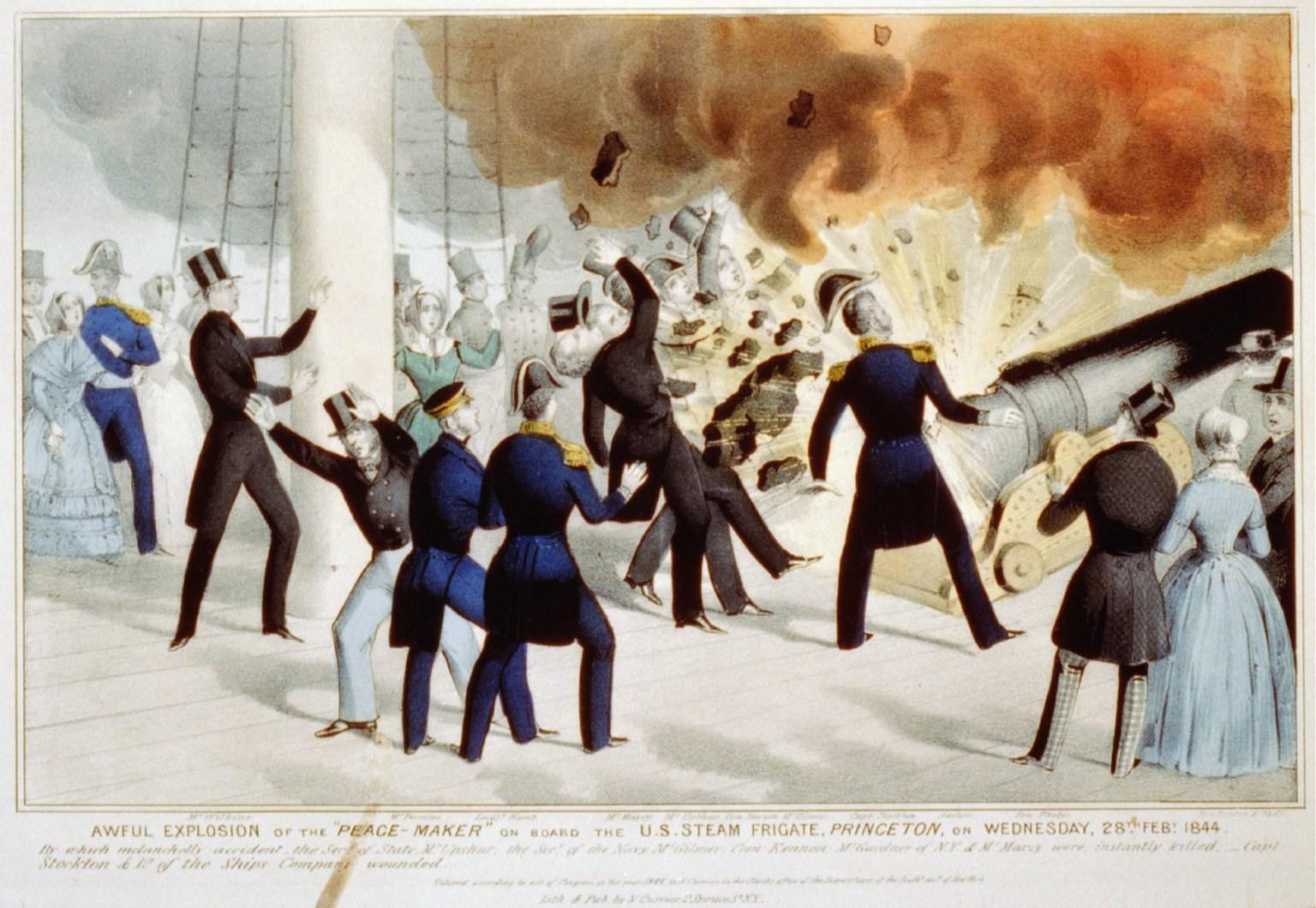
Una litografia che illustra l'esplosione del cannone a bordo della USS Princeton.

Il 28 febbraio del 1844 si tenne una crociera ufficiale lungo il fiume Potomac a bordo della USS Princeton di recente costruzione. A bordo dell'imbarcazione si trovavano più di 400 ospiti, tra cui anche il presidente, accompagnato dal suo intero gabinetto di governo. La USS Princeton trasportava il più grande cannone navale esistente all'epoca al mondo (il "Peacemaker") e con grande gioia degli astanti esso venne fatto sparare più volte nel corso del pomeriggio. Diverse ore più tardi il capitano Robert Field Stockton venne convinto dalla folla dei presenti a sparare l'ennesimo colpo. Il cannone però ebbe un malfunzionamento che provocò un'esplosione; Tyler rimase illeso, essendo sottocoperta, ma un certo numero di passeggeri rimasero uccisi sul colpo, compresi gli importanti ministri del suo governo Gilmer e Upshur. Tra i feriti a morte vi furono anche il politico Virgil Maxcy del Maryland, il deputato di New York David Gardiner e Armistead, schiavo nero di Tyler e suo servitore personale. Era presente anche la figlia di Gardiner, Julia, che alla morte del padre svenne e fu portata in salvo in braccio dallo stesso Tyler. Julia sposò il presidente appena quattro mesi dopo; era 30 anni più giovane di lui.

### Problemi di ratifica
Agli inizi di marzo del 1844 Tyler nominò l'ex vicepresidente e allora senatore John Calhoun come segretario di Stato; era il quarto segretario di Stato nel giro di un anno.. Il buon amico del presidente, il deputato della Virginia Henry A. Wise, scrisse che dopo il disastro dell'USS Princeton aveva di propria iniziativa proposto, tramite un collega, la carica a Calhoun, il quale ritenne che l'offerta provenisse dal presidente. Quando Wise andò a dire a Tyler quello che aveva fatto, il presidente si arrabbiò, ma non volle tornare indietro. Calhoun era favorevole all'annessione del Texas e aveva un forte seguito nel Sud; ma agli occhi dei Nordisti era il simbolo negativo della crisi della nullificazione del biennio 1832-1833 e dei tentativi di estendere la schiavitù. La sua nomina minava i tentativi di Tyler di dissociare la questione del Texas dalla questione dello schiavismo.
Nell'aprile del 1844 Calhoun e due negoziatori del Texas firmarono il trattato che prevedeva l'annessione del Texas. Quando il testo del trattato venne reso pubblico, fu avversato dai Whig, opposti a qualsiasi cosa potesse favorire il presidente, dagli abolizionisti e da coloro che temevano uno scontro con il Messico; questo aveva difatti già annunciato che avrebbe considerato l'annessione come un atto ostile da parte degli Stati Uniti. Sia Clay sia Van Buren, i favoriti alla nomina a candidati per i rispettivi partiti Whig e Democratici, decisero in un incontro privato tenutosi nella casa di Van Buren di esprimersi contro l'annessione; avuta conoscenza di ciò, Tyler inviò il progetto di trattato al Senato per la ratifica nell'aprile del 1844, non aspettandosi che potesse essere approvato.

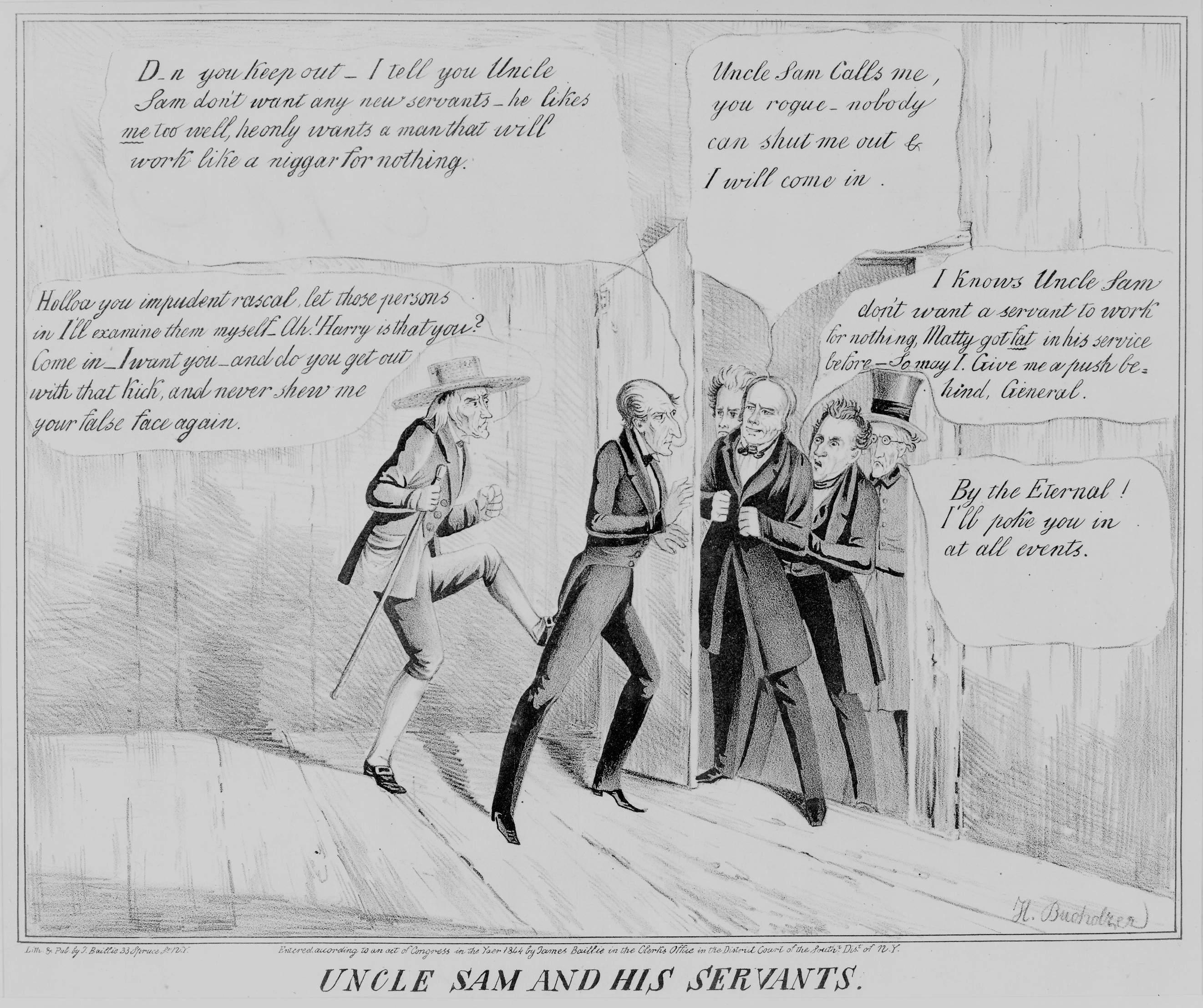
Una vignetta satirica anti-Tyler che descrive i suoi sforzi per ottenere un secondo mandato: il presidente spinge la porta della Casa Bianca contro gli avversari Henry Clay, James Knox Polk, John Calhoun e Andrew Jackson, mentre lo Zio Sam chiede di lasciar entrare Clay.

### Candidatura del 1844
Dopo la rottura con i Whig avvenuta nel 1841, il presidente aveva iniziato a riavvicinarsi al suo precedente, il Partito Democratico, ma i suoi esponenti, in particolare i seguaci di Van Buren, non si mostrarono pronti a riceverlo; egli sapeva bene che, con le poche possibilità di ottenere la nominazione e la candidatura che aveva, l'unico modo per salvare la presidenza e il suo lascito era quello di suscitare un movimento di opinione a favore della questione texana. Formò pertanto una terza formazione, i "repubblicani-democratici", utilizzando i funzionari e le estese reti politiche che aveva costruito l'anno precedente; una catena di giornali a favore di Tyler in tutto il paese pubblicò articoli che promuovevano la sua intenzione di candidarsi fin dai primi mesi del 1844. I resoconti degli incontri svolti in varie città suggeriscono che il sostegno per il presidente non era limitato solo ai funzionari, al contrario di quello che spesso si dice. I sostenitori di Tyler, brandendo cartelli con la scritta "Tyler e Texas!", tennero la loro convention a Baltimora nel mese di maggio, proprio mentre i Democratici stavano selezionando il loro candidato a presidente.
Alla convention nazionale democratica, dopo i primi scrutini risultò chiaro che Van Buren, il candidato favorito, non sarebbe però riuscito a conquistare la maggioranza necessaria e lentamente perse voti. Solo al nono scrutinio i delegati fecero convergere i voti su James Knox Polk, uno dei candidati meno in vista e sostenitore dell'annessione del Texas, e fu nominato candidato. La convention dei Whig nominò Henry Clay.

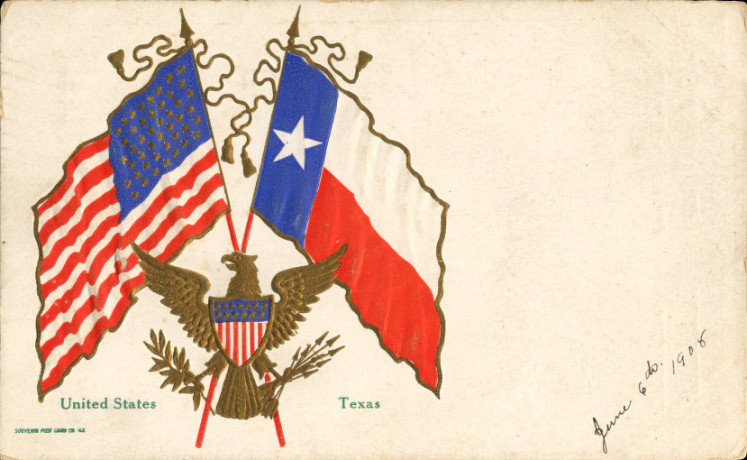
La bandiera degli Stati Uniti d'America affiancata dalla bandiera del Texas.

### Raggiungimento dell'annessione
Il Senato controllato dai Whig respinse il trattato di Tyler per l'annessione del Texas con un voto di 16 contro 35, a giugno, ma il presidente sentiva che l'annessione era ormai entrata nella coscienza della maggior parte dei cittadini e invitò il Congresso a procedere all'annessione con una risoluzione comune anziché con un trattato. L'ex presidente Andrew Jackson, un fautore dell'annessione, persuase Polk ad accogliere Tyler nel Partito Democratico e ordinò ai redattori politici di cessare immediatamente i loro attacchi contro di lui; estremamente soddisfatto da questi sviluppi Tyler ritirò la propria candidatura in agosto e appoggiò Polk. Tyler divenne così il primo presidente in carica a rinunciare al tentativo di candidarsi per un secondo mandato.
La stretta vittoria di Polk su Clay nelle elezioni di novembre fu vista dalla presidenza come un mandato per completare l'annessione; Tyler disse nel suo messaggio annuale al Congresso che "una maggioranza schiacciante del popolo e una maggioranza significativa degli Stati hanno dichiarato di essere favorevoli dell'annessione immediata".
Alla fine di febbraio del 1845 la Camera, con un margine considerevole, e il Senato di strettissima misura - 27 contro 25 - approvarono una risoluzione comune che conteneva i termini di annessione al Texas. Il 1º marzo, tre giorni prima della fine del suo mandato, Tyler promulgò la legge contenente la risoluzione; dopo alcuni dibattiti intercorsi tra le parti la Repubblica del Texas accettò le condizioni poste ed entrò nell'Unione il 29 dicembre come il 28° Stato federato.
Era iniziata la presidenza di James Knox Polk e stava per scoppiare la guerra messico-statunitense.

## Vita privata
(Mario Francini, Storia dei presidenti americani Tascabili Newton 1996, pag. 29)
Tra i molteplici problemi della sua presidenza Tyler dovette affrontare anche tragedie personali; la moglie Letitia Tyler, da diverso tempo ammalata, non partecipò mai ai ricevimenti ufficiali della Casa Bianca. Dopo aver subito un secondo ictus morì il 10 settembre 1842.

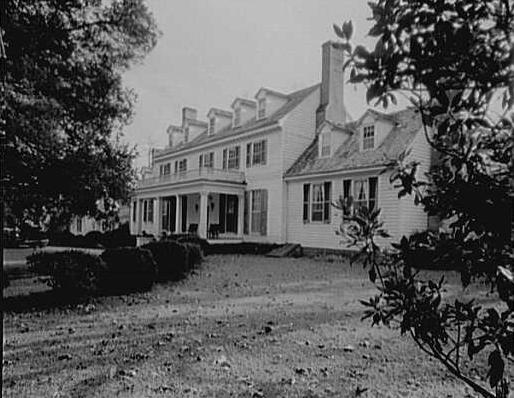
La "Sherwood Forest Plantation" nella Contea di Charles City dove l'ex presidente visse con la seconda moglie Julia Tyler dopo aver lasciato la Casa Bianca.

Dopo soli cinque mesi il presidente iniziò a corteggiare la più bella e ricercata donna dell'alta società della capitale, la ventiduenne Julia Gardiner, di 30 anni più giovane di Tyler ed anche più giovane di alcuni dei figli di questi. Si sposarono con una piccola cerimonia il 26 giugno 1844 nella "Church of the Ascension Episcopal" di Manhattan. Fu la prima volta che un presidente si sposava mentre era in carica e il matrimonio fu oggetto di un gran numero di articoli dei principali giornali del paese.

## Eredità storica

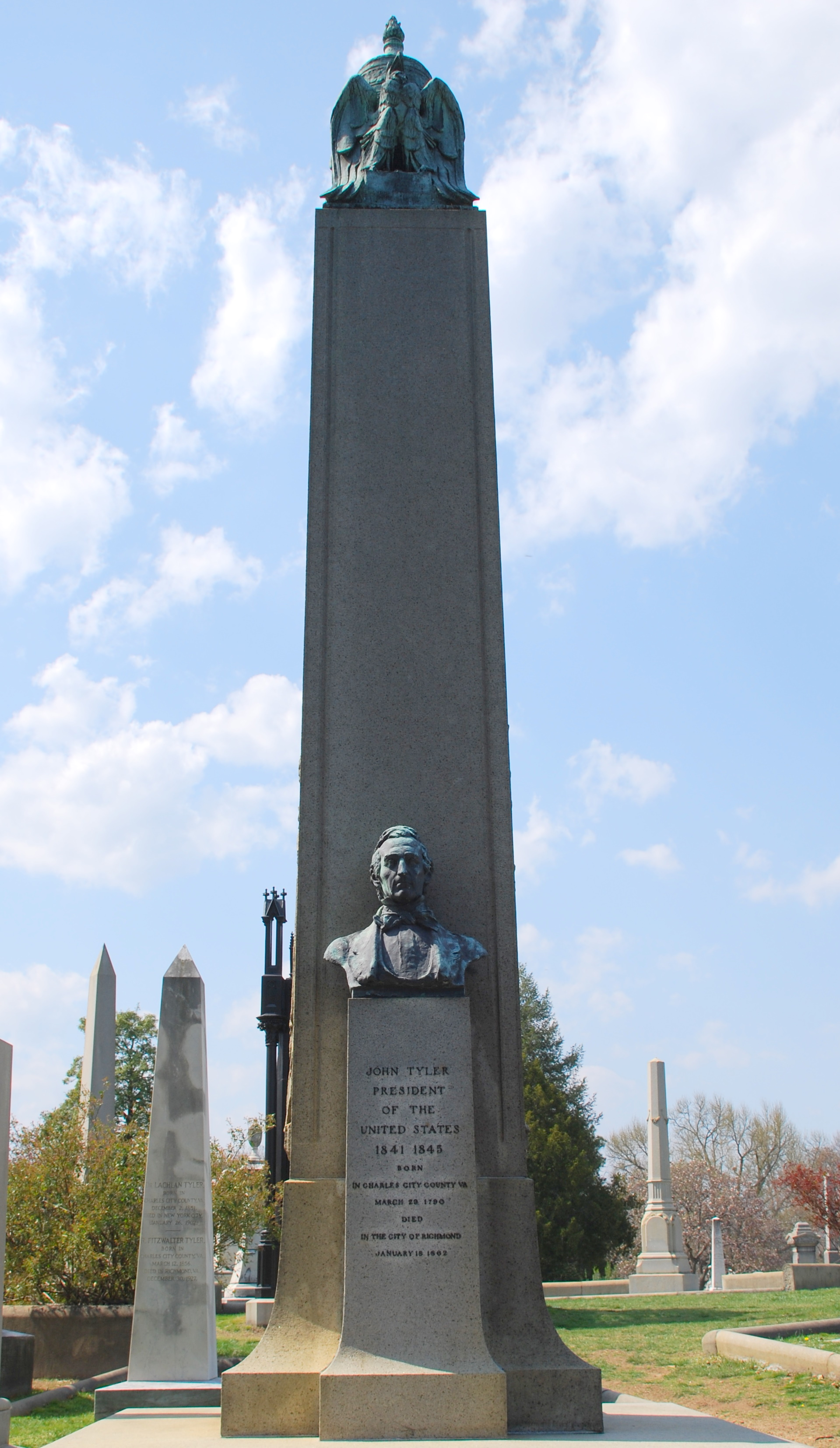
Il monumento dedicato al presidente all'"Hollywood Cemetery" di Richmond (Virginia).

La presidenza di Tyler ha generato opinioni divergenti tra gli storici e i politologi. Generalmente è tenuto in bassa considerazione; Edward P. Crapol ha iniziato la sua biografia intitolata John Tyler, the Accidental President (2006) notando: "altri biografi e storici hanno sostenuto che John Tyler era un dirigente sfortunato e inetto la cui presidenza aveva seri difetti".
In The Republican Vision di John Tyler (2003), Dan Monroe ha osservato che la sua presidenza "viene generalmente valutata come una delle meno riuscite". Seager ha scritto che Tyler "non era né un grande presidente né un grande intellettuale" aggiungendo che, nonostante alcuni risultati ottenuti, "il suo operato di governo è stato e dev'essere considerato privo di successo se giudicato con qualsiasi misura moderna di efficacia".

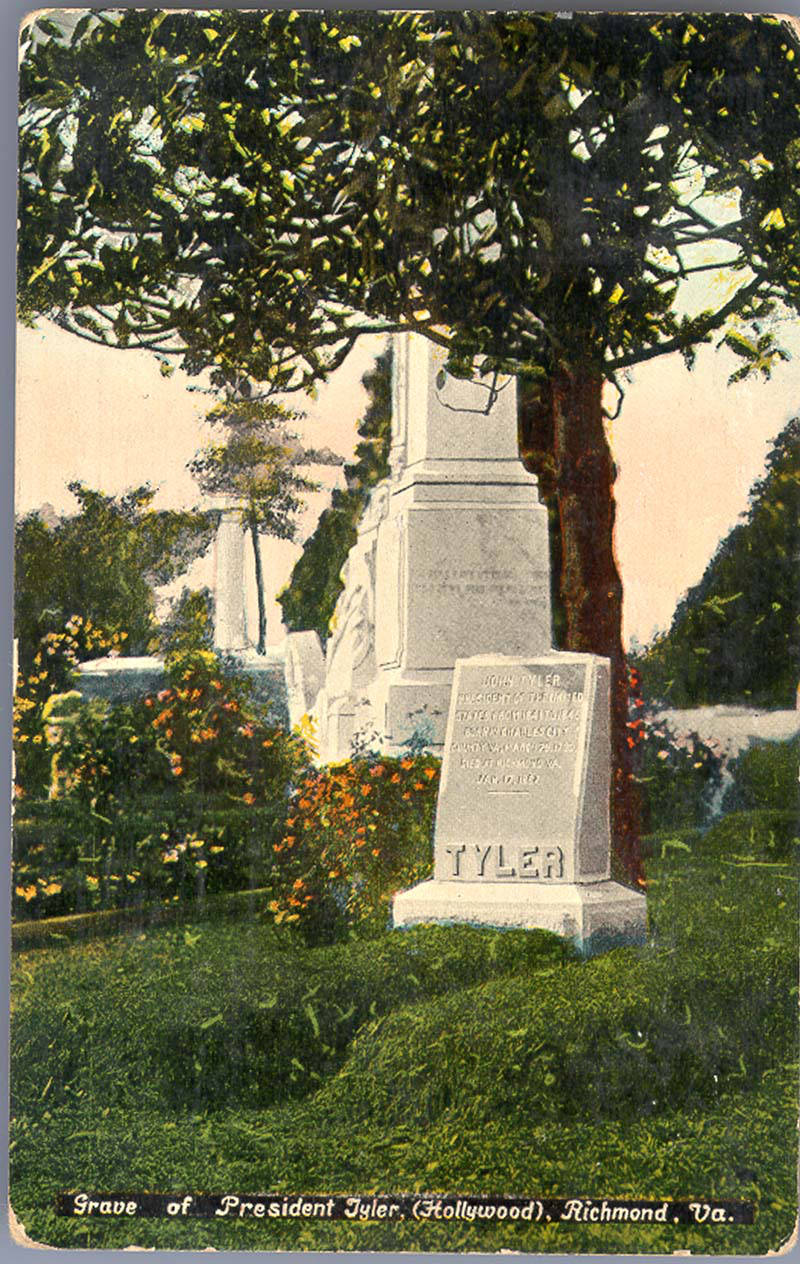
La tomba del presidente.

Con la sua azione decisa e le abili manovre politiche messe in atto durante le sue prime settimane in carica Tyler tolse di mezzo in modo perpetuo ogni obiezione costituzionale e stabilito l'usanza che il vicepresidente in carica potesse assumere a pieno titolo l'incarico di presidente alla morte di quello in carica. La sua insistenza nel voler essere riconosciuto in tal ruolo prevalse su quanti desideravano invece che fosse un semplice "custode o reggente"; questo fu un modello per la successione di altri sette presidenti nel corso del XIX e XX secolo. L'azione di Tyler di assumere sia il titolo sia i pieni poteri sarebbe stata legalmente riconosciuta solamente nel 1967, quando fu codificata nel XXV emendamento durante la presidenza di Lyndon B. Johnson.
Alcuni studiosi negli ultimi anni hanno elogiato la politica estera di Tyler; Monroe lo accredita con "risultati come il trattato Webster-Ashburton, che ha preannunciato la prospettiva di migliorare i rapporti con l'impero britannico e l'annessione texana, che ha aggiunto milioni di ettari sotto la bandiera nazionale". Crapol ha affermato che Tyler "era un presidente più forte e più efficace di quanto generalmente si ricordi", mentre Seager ha scritto: "trovo che sia un uomo coraggioso, di principi, un combattente onesto e leale per le sue convinzioni: era un presidente senza alcuno schieramento precostituito".
L'autore Ivan Eland in un aggiornamento del suo libro del 2008 Recarving Rushmore ha valutato tutti i 44 presidenti degli Stati Uniti secondo i criteri di pace, prosperità e libertà; grazie ai punteggi finali John Tyler è stato classificato come uno dei migliori di tutti i tempi. Louis Kleber nel suo articolo su History Today ha sottolineato che il presidente portò una buona dose d'integrità alla Casa Bianca in un periodo in cui molti in politica non ne avevano affatto e non volle compromettere i propri principi anche andando incontro all'ostilità dei suoi avversari.
Crapol sostiene che la fedeltà di Tyler dimostrata negli ultimi anni della vita agli Stati Confederati d'America offusca gran parte del bene che ha fatto come presidente: "la reputazione storica del presidente deve ancora riprendersi completamente da quella tragica decisione, di tradire cioè la sua lealtà e l'impegno nei confronti di quello che una volta aveva definito "il primo grande interesse americano" - la salvaguardia dell'Unione".
Norma Lois Peterson nel suo lavoro sulla presidenza di Tyler ha suggerito che la sua generale mancanza di risultati come presidente fosse dovuta eminentemente a fattori esterni, che sarebbero capitati su chiunque si fosse trovato nell'identica situazione; il principale ostacolo fu Henry Clay, ben determinato a realizzare la visione che aveva del "sistema americano".
Dopo l'uso deciso da parte della presidenza di Andrew Jackson dei poteri esecutivi, i Whig volevano che il presidente fosse sottoposto al Congresso e Clay trattò Tyler come poco più di un subordinato. Il presidente se ne risentì, portando al conflitto aperto che dominò la presidenza; facendo riferimento ai progressi compiuti in politica estera si può considerare la presidenza Tyler "imperfetta [...] ma [...] non un fallimento totale".
Mentre gli accademici hanno sia elogiato sia criticato Tyler, il pubblico statunitense nella sua generalità ha una gran poca consapevolezza di lui tanto che nella Classifica storica dei presidenti degli Stati Uniti d'America si trova costantemente alle ultime posizioni; diversi autori hanno visto Tyler come uno dei presidenti più dimenticati della nazione. Come notato in un articolo del Time Magazine del 2014 sui "Top 10 Presidenti dimenticabili":

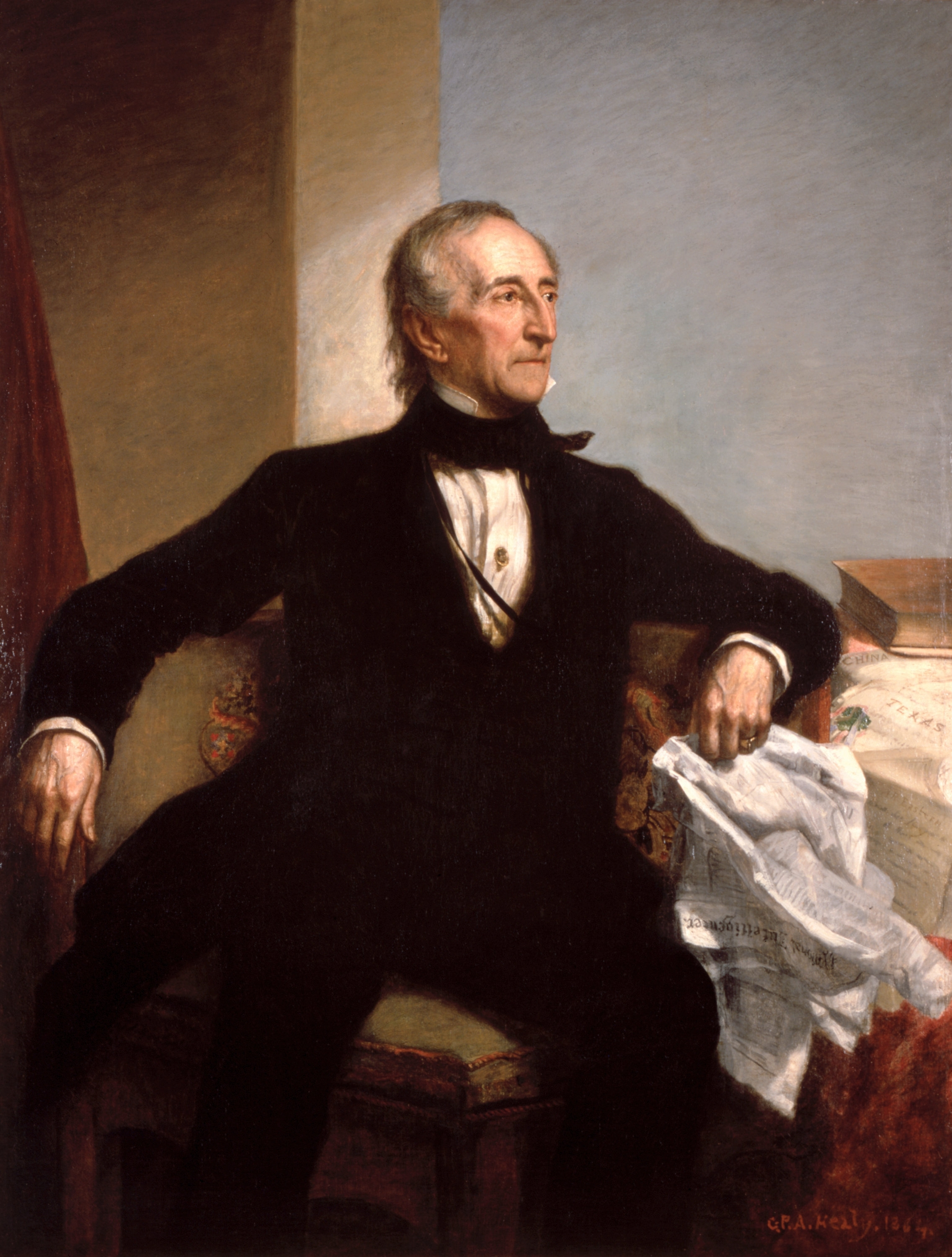
Ritratto ufficiale in un dipinto di George Peter Alexander Healy.

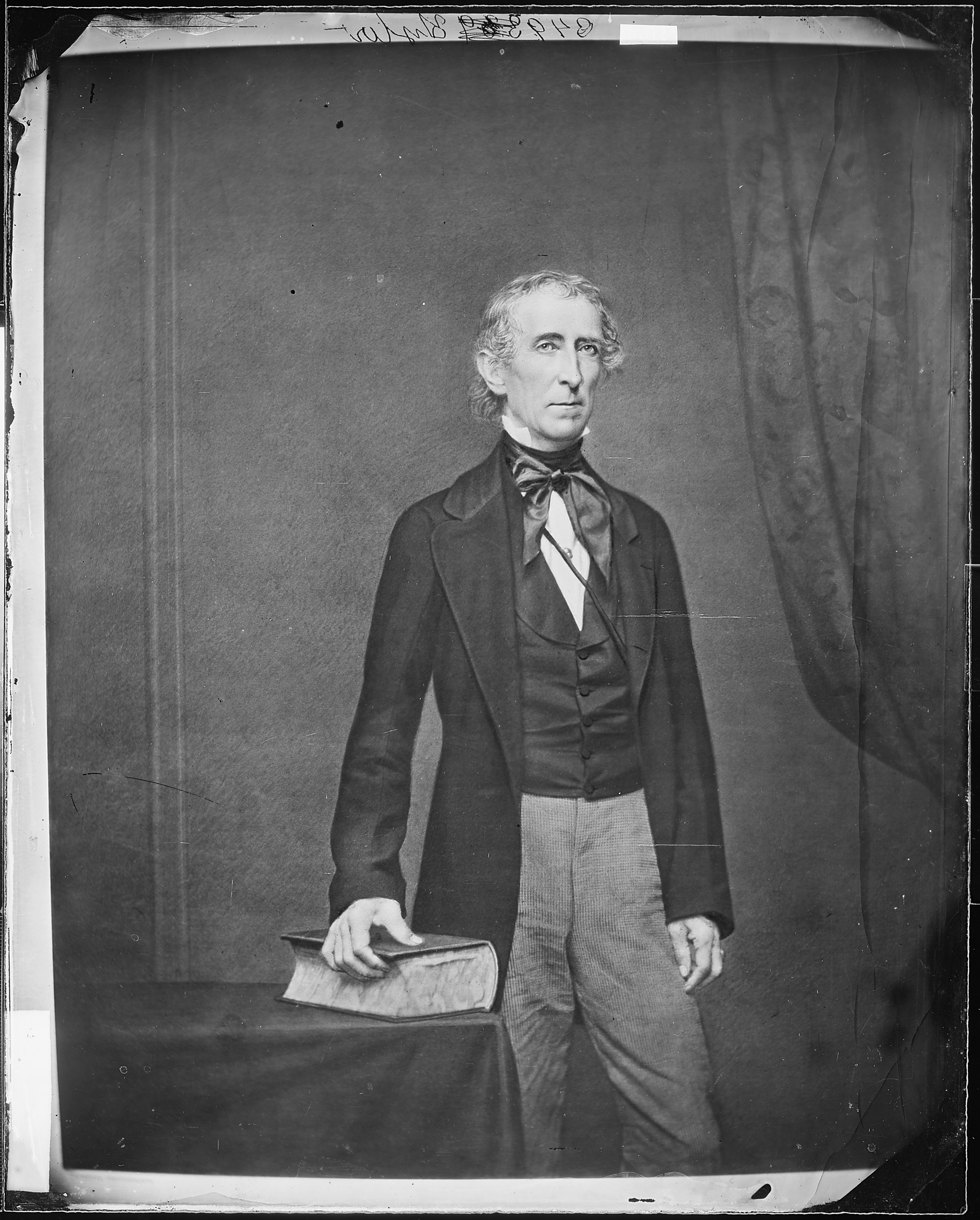
L'ex presidente in una foto di Mathew B. Brady.

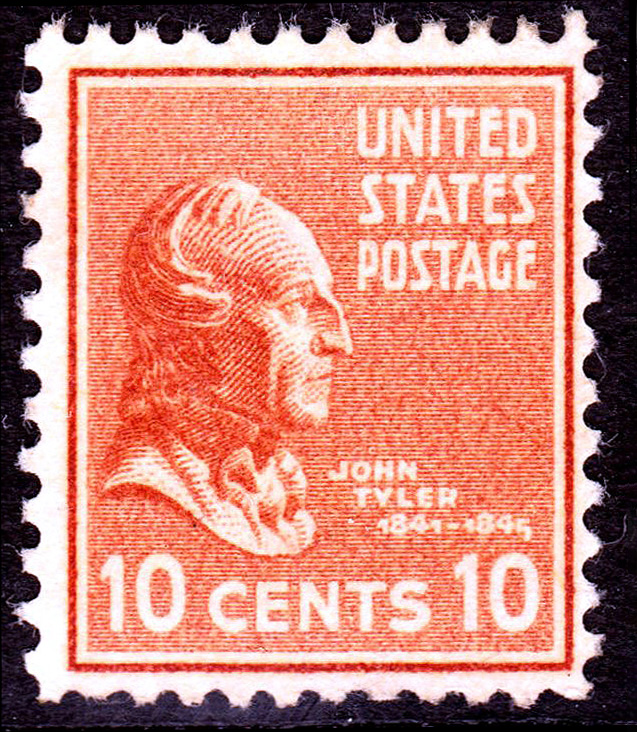
Un francobollo commemorativo emesso nel 1938 durante la presidenza di Franklin Delano Roosevelt.

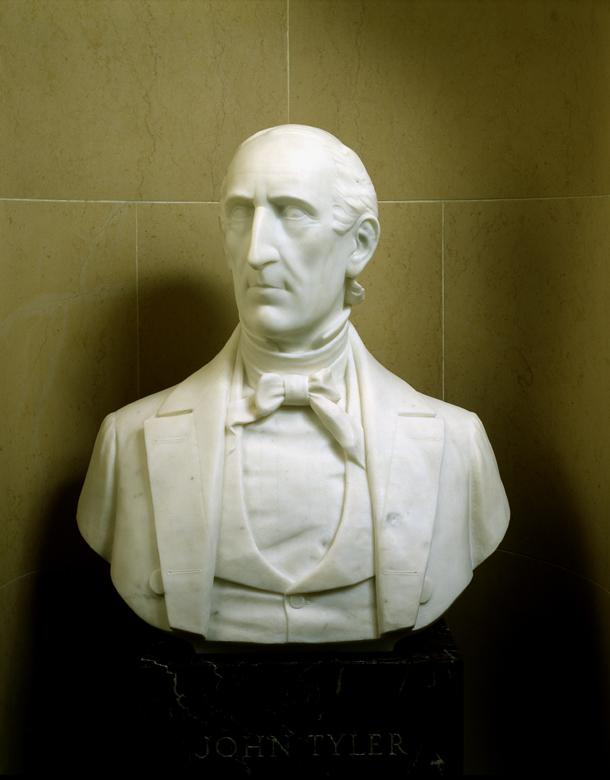
Un busto che ritrae il presidente.

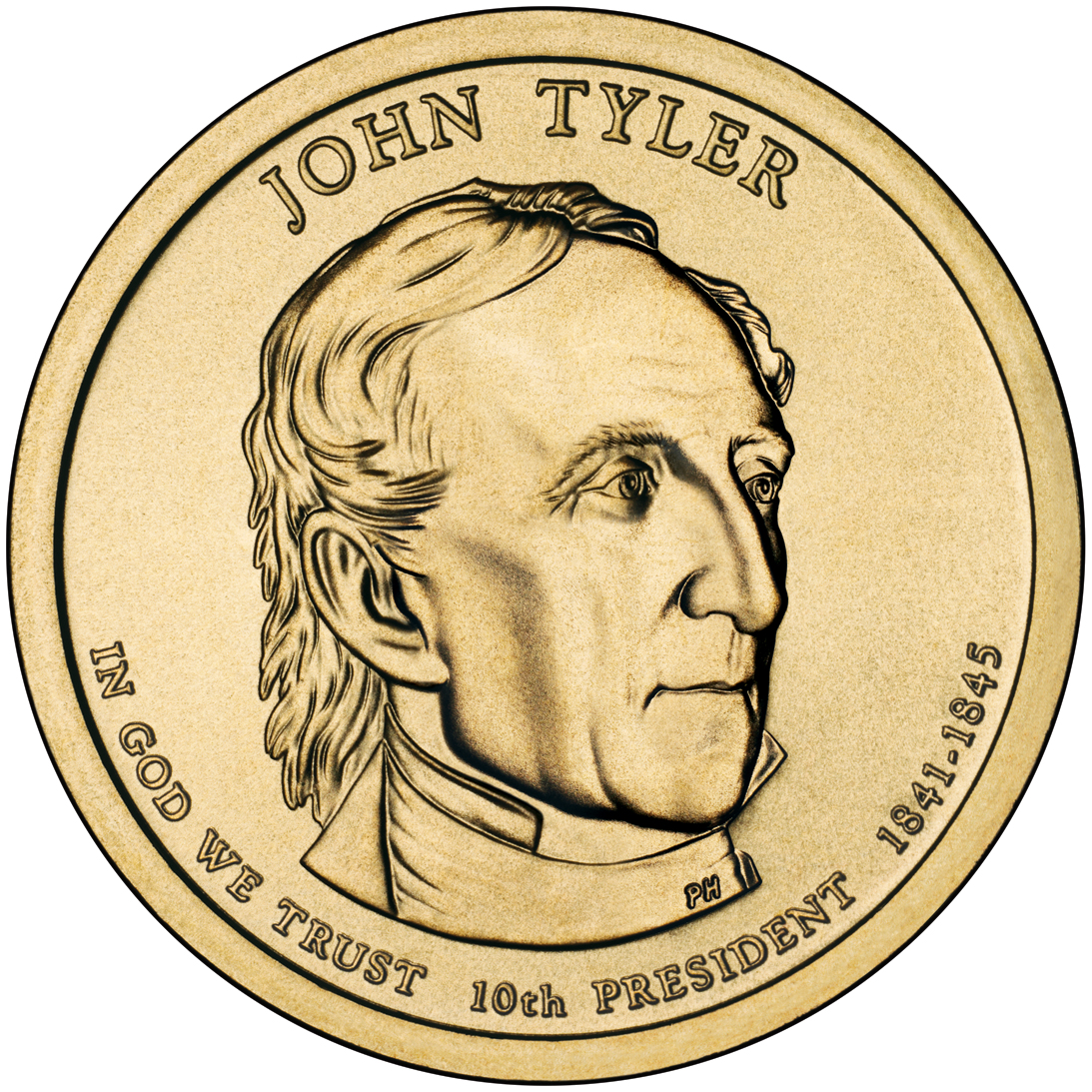
Il dollaro presidenziale con l'effigie di Tyler.

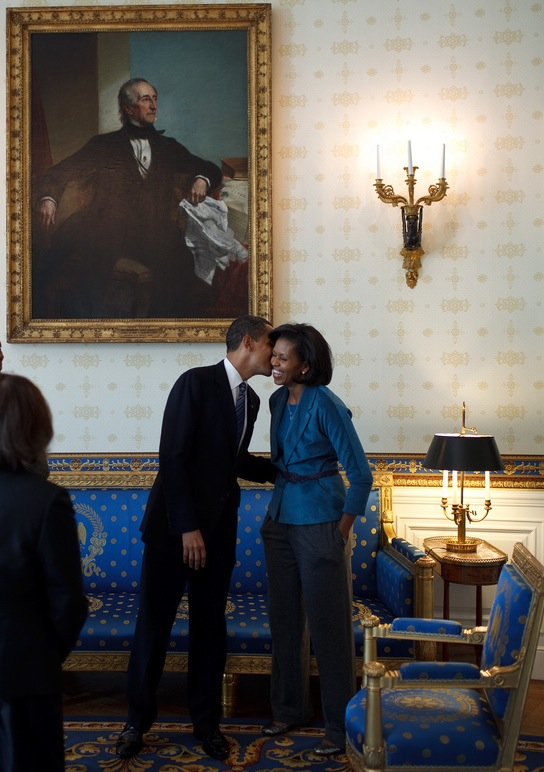
Barack Obama e Michelle Obama sotto il ritratto di Tyler.